# Яншино
Яншино — деревня в Александровском районе Владимирской области России. Входит в состав Краснопламенского сельского поселения.

## География
Деревня расположена в северо-западной части области, в зоне хвойно-широколиственных лесов, в 19 км на северо-запад от центра поселения посёлка Красное Пламя и в 45 км на северо-запад от города Александрова.

### Климат
Климат характеризуется как умеренно континентальный, с умеренно тёплым летом, холодной зимой, короткой весной и облачной, часто дождливой осенью. Среднегодовая температура воздуха — +3,4 °C. Годовое количество атмосферных осадков — 549 миллиметров, из которых большая часть выпадает в тёплый период.

## История
В конце XIX — начале XX века деревня входила в состав Вишняковской волости Переславского уезда, с 1926 года в составе Тирибровской волости Александровского уезда. В 1859 году в деревне числилось 8 дворов, в 1905 году — 10 дворов, в 1926 году — 18 дворов.
С 1929 года деревня входила в состав Вишняковского сельсовета Александровского района, с 1941 года — в составе Антоновского сельсовета Струнинского района, с 1965 года — в составе Александровского района, с 1984 года — в составе Обашевского сельсовета, с 2005 года — в составе Краснопламенского сельского поселения.

## Население
| 1859 | 1905 | 1926 | 2002 | 2010 | 2021 |
| ---- | ---- | ---- | ---- | ---- | ---- |
| 41   | ↗69  | ↗96  | ↘2   | ↗4   | ↘3   |

## Инфраструктура
Личное подсобное хозяйство с зоной сельскохозяйственного использования, индивидуальная застройка усадебного типа. 

## Транспорт
Деревня доступна автотранспортом.